# Vitrail de saint Sylvestre (Chartres)
Pour des articles plus généraux, voir Vitraux de Chartres, Sylvestre Ier et Constantin Ier (empereur romain).
L’histoire de saint Sylvestre à Chartres est un vitrail du XIIIe siècle, situé dans le déambulatoire sud de la cathédrale Notre-Dame de Chartres, qui illustre la vie de saint Sylvestre Ier, pape de 314 à 335.
L'importance de ce pape vient de ce que ce fut sous son règne que Constantin Ier permit à l'Église de prendre une place officielle dans l'Empire romain. Le véritable sujet du vitrail est donc plutôt le rapport entre l'autorité spirituelle de l'Église et l'autorité temporelle du souverain au XIIIe siècle, tel qu'il était enseigné par l'Église.

## Composition du vitrail

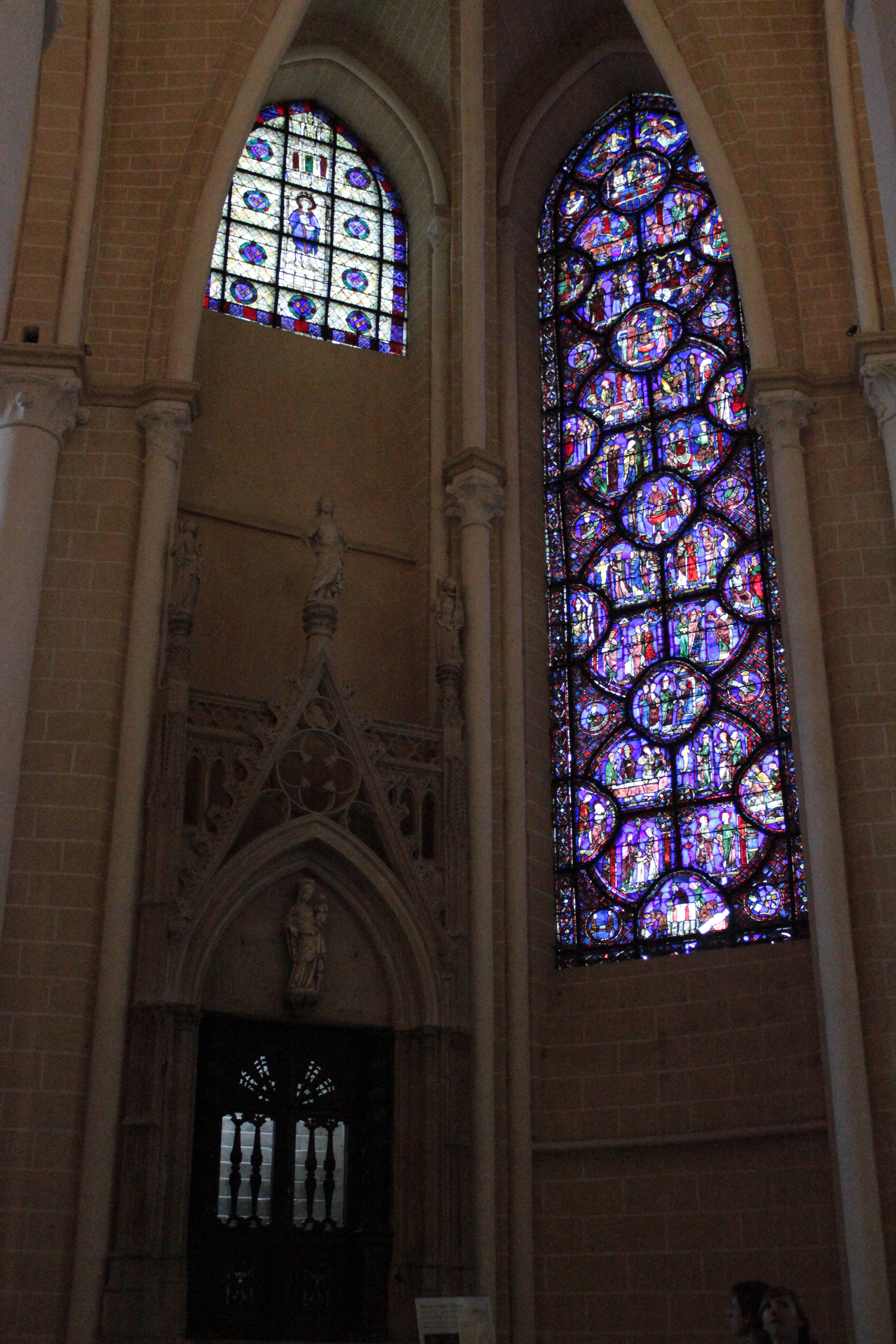
Vitrail de saint Sylvestre et entrée de la chapelle Saint-Piat.

Le vitrail est situé dans le déambulatoire sud de la cathédrale Notre-Dame de Chartres. Il est numéroté 008 dans le Corpus vitrearum.
Le renfoncement qu'il occupe était primitivement dédié à une petite chapelle ornée de deux lancettes, symétrique de celle située dans le déambulatoire nord, avec le vitrail de Charlemagne. La lancette de gauche a été condamnée entre 1350 et 1358, pour ouvrir l'accès à la chapelle Saint Piat, et le vitrail historié qui l'ornait primitivement a été remplacé par la grisaille actuelle (numéroté 006).
La verrière a été réalisée au tout début du XIIIe siècle, entre 1210 et 1225. Elle est donc contemporaine de la cathédrale actuelle.
La verrière a été classée aux monuments historiques dès 1840. Elle a été restaurée par Gaudin en 1921, puis en 1999.
Le vitrail s'inscrit dans une lancette en arc brisé de 9,00 × 2,28 m, de style gothique primitif. Sa ferronnerie complexe s'articule autour de quatre étages, chacun formés de quatre grands cercles divisés en quatre compartiments par deux fermaillet reliant verticalement deux quadrilobes posés à la jonction des grands cercles, et horizontalement deux demi-quadrilobes faisant la liaison avec la bordure.

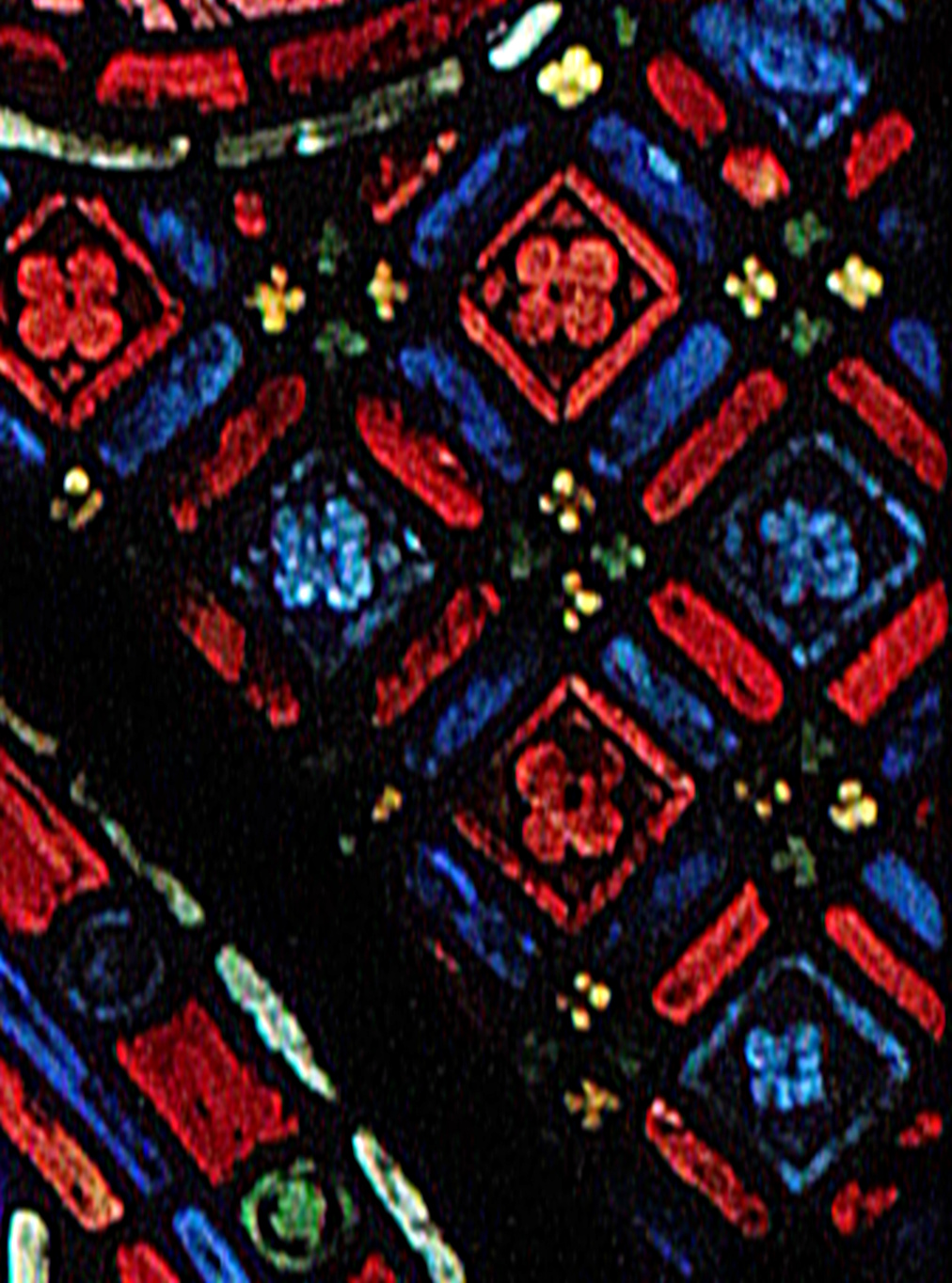
Fond et bordures.

Toutes les scènes des panneaux figuratifs sont dessinés sur fond bleu. Les quadrilobes sont bordés de trois filets intérieurs rouge, bleu et blanc. Les grands cercles sont bordés intérieurement d'une bordure plus complexe, avec une bande rouge centrale, ornée de cercles décorés de fleurs de grisaille, des cercles roses et verts alternant entre des cercles bleus. Cette bande est bordée intérieurement de deux filets bleu et rouge, et extérieurement d'un filet blanc.
Dans l'intervalle laissé entre les grands cercles et la bordure, les écoinçons portent de petits médaillons à fond bleu, bordés de deux filets rouge et blanc.
Le fond est orné d'une mosaïque à résille oblique complexe de carrés décorés en grisaille d'une fleur quadrilobée et d'une bordure, carrés alternativement bleus bordés d'un filet rouge, et rouges bordés d'un filet bleu. Les filets sont ponctués de perles ornés d'une fleur quadrilobée en grisaille, jaune aux coins des carrés rouge, et verte aux coins des carrés bleus.
La bordure est formée d'une large bande parcourue de filets blancs dessinant des fuseaux, l'intérieur portant sur fond rouge des fleurons bleus à tige verte boutonnées de jaune, l'intervalle entre deux fuseaux portant sur fond bleu un disque rouge orné d'une fleur bleue à cœur jaune. Cette bande centrale est elle-même bordée de part et d'autre de deux filets, rouge et blanc.

## Thématique
Saint Sylvestre Ier fut le 33e pape, de 314 à 335, pendant le règne de l'empereur Constantin Ier. Sylvestre est l'un des premiers saints canonisés sans avoir subi le martyre. Il est fêté le 31 décembre, au jour anniversaire de sa mort. La principale cause de sa célébrité moderne est donc le réveillon de la Saint-Sylvestre, qui n'a aucun rapport avec l'histoire de sa vie, d'autant plus que le début de l'année civile a longtemps été flottant et ne s'est fixé au premier janvier que vers le XVe siècle. Son règne présente cependant a posteriori une certaine analogie avec le passage à la nouvelle année : c'est sous son règne que l'Église passe du temps des persécutions à l'existence officielle, marquant donc une nouvelle ère dans l'histoire de l'Église.
Pour l'Église, l'histoire de saint Sylvestre est importante à plusieurs titres. Historiquement, c'est à son époque que Constantin Ier instaura la tolérance du christianisme au sein de l'Empire romain. Avec lui apparaît pour la première fois la conception chrétienne de la souveraineté temporelle : le souverain est converti et baptisé, donc soumis à l'autorité spirituelle de l'Église. C'est cette même approche du souverain chrétien que l'on retrouvera ensuite avec Clovis et Charlemagne, qui ont également permis à l'Église de restaurer sa présence sociale et ont été de ce fait surnommés « nouveau Constantin ».
Charlemagne, dont le vitrail fait le pendant de celui-ci dans le déambulatoire nord, marquera ultérieurement une étape ultérieure pour l'occident au VIIIe siècle : c'est par sa dynastie que l'onction a été systématiquement introduite dans le sacre royal, manifestant un basculement dans la légitimité du pouvoir ; par son sacre religieux, le Roi tient son ministère de Dieu (par l’intermédiaire de l’Église), il a pour vocation à ce titre d'être le bras armé de l’Église dans le monde, consacrant la « conception ministérielle de la royauté ». Ces deux vitraux illustrent donc le rapport entre l'autorité spirituelle de l'Église et l'autorité temporelle du souverain au XIIIe siècle, tel qu'il était enseigné par l'Église. Par la suite, la donation de Constantin, apparaissant vers le IXe siècle et dont le caractère inauthentique ne sera établi qu'au XVe siècle, tente de faire remonter cette conception à Constantin lui-même, qui par ce testament inventé sous les carolingiens aurait légué son pouvoir temporel à l'autorité de l'Église.
La conversion de Constantin est attribuée à différentes origines suivant la source hagiographique à laquelle on se réfère. Suivant la version la plus commune relatée par Eusèbe de Césarée (rapportant la version de l'empereur mais sans y prêter sa caution) et le livre de Lactance, la conversion est due à la vision que Constantin a eue avant la bataille du pont Milvius, où il reçoit avec le symbole du Chrisme la consigne du In hoc signo vinces. C'est ce même thème de l'ordalie guerrière que l'on retrouvera plus tard avec Clovis et la bataille de Tolbiac. Plusieurs historiens attribuent cette conversion à l'appât du gain : Constantin se serait fait chrétien pour piller les temples païens afin de financer Constantinople. Pour Zosime  l'empereur se serait converti en 326, pris de remords après avoir fait périr le fils aîné Crispus que lui donna sa première épouse Minervina, puis sa seconde épouse Fausta.
Une autre version rapportée par des païens de la ville d'Harran prétend que Constantin, alors atteint de lèpre, se serait converti car les chrétiens acceptaient dans leur rang les lépreux. Il aurait dû pour se soigner prendre un bain du sang de nouveau-nés mais, touché par les pleurs des mères, ne put s'y résoudre. C'est alors que lui seraient apparus en songe la nuit suivante saint Pierre et saint Paul qui lui conseillèrent de retrouver l’évêque Sylvestre sur le mont Soracte : lors de cette rencontre l'empereur Constantin fut baptisé et soigné de sa terrible maladie,. C'est cette version, déjà présente dans la donation de Constantin, qui est reprise dans la Légende dorée et qui est illustrée dans le présent vitrail. Ce thème, suggérant évidemment celui du massacre des Innocents, permet de faire le parallèle entre le « mauvais roi » Hérode le Grand, qui n'a pas hésité à massacrer la population pour refuser la venue annoncée du Christ, et le « bon empereur » Constantin, qui face à cette même annonce se convertit et devient le protecteur de l'Église.
La légende veut que Sylvestre ait baptisé Constantin, ce qui est illustré dans le vitrail. Cette scène est en réalité entièrement symbolique, soulignant le rôle central qu'a eu Sylvestre pour insérer le christianisme dans le monde social et juridique romain. Mais elle n'a rien d'historique. Constantin ne s'est laissé baptiser que sur son lit de mort, deux ans après la mort de Sylvestre. De même, la légende mentionne les « lois mémorables » qu'il aurait édictées à l'occasion de ce baptême, les sept édits attribués à Constantin (sans aucun fondement historique), rappelés dans le vitrail par les médaillons entre les scènes historiographiques, et détaillés ci-après. Ces « édits de Constantin » trouvent leur fondement historique dans l'édit de Milan, mais ici également cela ne correspond pas à la réalité historique. Cet édit de tolérance promulgué par Constantin l'a été avant l'élection de Sylvestre, et n'a fait qu'admettre toutes les religions dans l'Empire romain, sans en privilégier une en particulier.

## Description des panneaux
Le vitrail se lit généralement de bas en haut et de gauche à droite ; mais les deux demi-quadrilobes latéraux sont parfois lus au même niveau que l'étage supérieur du grand cercle.

### L'éducation de Sylvestre
|  | A1 - Éducation de Sylvestre Sylvestre avait pour mère une femme qui s’appelait Juste, et qui n’était pas moins juste de fait que de nom. Instruit par le saint prêtre Cyrin, il eut de bonne heure le goût de l’hospitalité. Centré dans l'image, le jeune Sylvestre a déjà le nimbe marquant la sainteté. Sa mère, la main sur son épaule, le confie au prêtre qui tient dans sa main droite un livre, attribut de son enseignement. La colonne médiane sépare le monde en deux, le monde familial que Sylvestre est en train de quitter, et le monde de l'Église qu'il s'apprête à rejoindre. Sous les pieds de Sylvestre, le bandeau précise son identité « S:SILVEST? ». Le groupe est entre deux portes ouvertes en rouge : à gauche, celle par laquelle sont entrés Sylvestre et sa mère Juste, qui donne sur l'extérieur de la ville dont on voit une tour de fortification ; à droite celle de la demeure qui sera dorénavant celle de Sylvestre. Sylvestre paraît avoir une dizaine d'années, la scène doit se situer vers 280. Le thème de l'enfant confié par ses parents à un maître est très fréquent dans les légendes hagiographiques, lorsque le saint doit être instruit. C'est un thème que l'on retrouve par exemple dans le vitrail de la Vie de la Vierge à Chartres. Sylvestre sera régulièrement représenté par la suite comme un savant lettré, portant un livre à la main |
|  | A2 - Sylvestre accueille Timothée Il eut de bonne heure le goût de l’hospitalité. Il recueillit chez lui le chrétien Timothée, que personne ne voulait recueillir, par crainte de la persécution. Et ce Timothée prêcha là, pendant un an et trois mois. La persécution est celle de la persécution de Dioclétien, dans les années 300 à 305 : les chrétiens sont sommés de sacrifier à l'empereur, et en cas de refus, sont torturés et exécutés. Sylvestre est à présent un homme adulte et barbu. Timothée est à gauche, habillé en pèlerin du Moyen Âge : le bâton du voyageur à la main, et une panetière à la ceinture. L'identité de ce Timothée n'est pas claire. Sylvestre lui fait franchir la porte (ouverture en rouge) de la ville dont on voit les murailles, quittant la campagne dont on voit un arbre à gauche. C'est donc un étranger à la ville qui est accueilli. Il est déjà nimbé, peut-être en anticipation parce qu'il va subir le martyre. Sous leurs pieds on lit « TIMOThEUs:S:SILVESTER » |
|  | A3 - Martyre de Timothée Et ce Timothée prêcha là, pendant un an et trois mois, après quoi il reçut la couronne du martyre. Timothée est à genoux, les yeux bandés. Ses mains sont jointes pour une dernière prière. Derrière lui, le bourreau a déjà levé son épée et s'apprête à le décapiter. Dans la bordure, une inscription illisible. Le nimbe de Timothée est rouge, couleur du martyre. On n'a pas de détails sur ce saint Timothée. C'était semble-t-il un prêtre originaire d'Antioche, martyrisé à Rome sous Dioclétien, et dont la tombe se trouverait à côté de celle de saint Paul dans le cimetière de la Via Ostiensis. |
|  | A4 - Funérailles de Timothée D'après la lecture du martyrologe,, dont le détail n'est pas repris dans la Légende dorée : Sylvestre emporta le corps du martyr et, avec le pape Miltiade, il l'ensevelit près du tombeau de saint Paul, dans le jardin d'une pieuse dame, Théona. L'inscription est « E*LTIADES+StThIMOhEUS », désignant Miltiade évêque de Rome et Timothée que l'on enterre. Celui-ci est drapé dans son linceul, reposant sur un lit funéraire. Son nimbe est à présent vert, couleur marquant ici l'espérance de la résurrection. Le pape Miltiade, nimbé de rouge, est désigné graphiquement par ses insignes pontificaux : une mitre blanche en forme de cône, et un grand bâton portant une croix (croix « hastée », c'est-à-dire montée en hast). L'autre personnage nimbé de rouge est donc Sylvestre, dont on voit qu'il a rasé sa barbe et porte la tonsure des clercs ; il est à présent diacre. Il porte ce qui semble être un livre liturgique (?). Derrière lui, un assistant porte un seau, sans doute d'eau bénite pour le rite d'aspersion. Derrière le pape Miltiade, la femme est Théona, propriétaire des lieux. |
|  | A5 - Sylvestre refuse d'adorer les idoles Or le préfet Tarquin, s’imaginant que Timothée était très riche, réclama ses richesses à Sylvestre, le menaçant de mort s’il ne les lui livrait. Et quand il eut reconnu que Timothée n’avait absolument rien laissé, il ordonna à Sylvestre de sacrifier aux idoles, faute de quoi il aurait à subir, le lendemain, toute sorte de supplices. Et Sylvestre lui dit : « Insensé, c’est toi qui, cette nuit même, commenceras à subir les supplices éternels, et seras forcé, bon gré mal gré, de reconnaître que le Dieu que nous adorons est le seul vrai Dieu ! » L'idole, à gauche, est posée sur deux colonnettes ; elle est jaune suivant la convention iconographique relative aux idoles. Tarquin, portant le sceptre symbolisant son pouvoir, désigne l'idole à adorer. Sylvestre, nimbé de rouge, fait de la main droite un geste de refus ; il tient sous son bras gauche un livre bleu signe de sa nouvelle charge de diacre : celui qui assiste l'évêque dans sa mission d'annoncer l'Évangile. Derrière lui, le geôlier se prépare à le traîner en prison. |
|  | A6 - Tarquin s'étrangle avec une arête de poisson Là-dessus, Sylvestre fut conduit en prison, et Tarquin se rendit à un repas où il était invité. Or, pendant qu’il mangeait, une arête de poisson se fixa dans sa gorge, de telle manière qu’il ne pût ni l’avaler ni la rejeter. Il mourut donc cette nuit-là. À gauche, Tarquin, encore assis à table, est en train de s'étrangler : il se tient la gorge de la main droite, et de la gauche fait un geste désespéré. Derrière lui, une femme lui tient la tête pour l'assister dans sa tentative de vomissement ; et un serviteur joint les mains d'un air éperdu. La scène se passe dans un palais dont on voit en haut les murs crénelés. |
|  | A7 - Sylvestre est relâché Il mourut donc cette nuit-là, et Sylvestre sortit de sa prison, à la grande joie de tous ; car il était aimé non seulement des chrétiens, mais aussi des païens. Il était, en effet, angélique de visage, éloquent de parole, pur de corps, saint d’œuvres, grand d’intelligence, zélé de foi, patient d’espoir, débordant de charité. L'inscription précise « M?ALCIAD StSILVESTER », identifiant le pape nimbé comme Miltiade et le saint comme étant Sylvestre. Le pape Miltiade, toujours nimbé de rouge, porte ses insignes pontificaux, la mitre blanche et la croix hastée. Sylvestre garde son livre à la main, et sort de sa prison, figurée par une grosse tour médiévale. Derrière le pape, deux clercs tonsurés assistent à la scène. |

### Début de la vie consacrée
|  | B1 - La foule implore Sylvestre Le vitrail semble suivre ici une tradition indépendante voulant que Sylvestre ait hésité à accepter la consécration à la prêtrise. La légende rapporte une telle hésitation au moment d'accepter la charge d'évêque de Rome, mais ne dit rien de cet épisode intermédiaire. La foule implore Sylvestre de prendre cette charge. Sylvestre semble hésiter, tenant le livre de sa charge d'un côté, et ouvrant le bras de l'autre. Sous les pieds de Sylvestre, l'inscription précise « S°SILVEST ER ». |
|  | B2 - Ordination sacerdotale de Sylvestre L'inscription au pied des personnages porte « ?ALCADES:S:SILVESTER » : il s'agit donc d'une scène figurant le pape Miltiade ordonnant Sylvestre, celui-ci a les vêtements d'un prêtre. Derrière le pape, un diacre tient un coffret contenant deux ampoules. Derrière Sylvestre, un assistant tient son livre. Ces deux dernières scènes ne correspondent pas à des textes de la Légende dorée ou du lectionnaire. |
|  | B3 - Ordination épiscopale de Sylvestre Et lorsque mourut Melchiade, évêque de Rome, la foule entière élut Sylvestre pour le remplacer. Ainsi devenu souverain pontife, Sylvestre fit dresser la liste de tous les orphelins, de toutes les veuves et de tous les pauvres, et ordonna que l’on pourvût aux besoins de tous. Il institua le jeûne du mercredi, du vendredi, et du samedi, et décréta que le jeudi serait réservé au Seigneur de même que le dimanche. L'inscription porte « UN*CTV*S ***ASTER », onction de Sylvestre. Selon la tradition, Sylvestre a été consacré par l'évêque d'Ostie, figuré ici avec une mitre et une crosse d'évêque. Sylvestre, de son côté, a repris les attributs de l'évêque de Rome, le bonnet conique et la croix hastée. Sylvestre porte toujours un livre à la main. Ce n'est plus l'insigne de son rôle de diacre, qui assiste l'évêque dans l'enseignement de l'Évangile, mais à présent celui de son rôle propre en tant qu'évêque de Rome. |
|  | B4 - Renouveau de la persécution Constantin, qui régnait alors, renouvela contre les chrétiens les édits de persécution déjà portés par ses prédécesseurs. Constantin, couronné et portant un sceptre, désigne une idole jaune. Devant lui, un premier personnage semble prêt à se plier à l'adoration, les deux suivants hésitent, et le quatrième le plus à droite se prépare à partir en exil avec les personnages du panneau suivant. |
|  | B5 - Exil de Sylvestre Constantin s’étant mis à persécuter les chrétiens, Sylvestre sortit de Rome et se retira avec son clergé sur une montagne voisine. Le groupe est à la campagne, le décor est végétal avec à gauche un arbre très stylisé. L'inscription au pied du groupe porte « SANCTUS:S*I*LVE(ster?) ». Sylvestre désigne au groupe le mont Soracte où ils vont se réfugier. La bordure jaune du mont encadre un rocher bleu devant lequel pousse une plante rouge, que l'on retrouvera quelques panneaux plus loin. |
|  | B6 - Constantin est frappé par la lèpre Mais voici que Constantin lui-même, en châtiment de sa persécution, fut atteint d’une lèpre incurable. L'inscription précise l'identité de « CONSTÃTINUS » : Constantin, portant sa couronne et son sceptre, est assis sur son trône. Devant lui, un personnage examine un flacon d'urine, représentation iconographique traditionnelle des médecins. La lèpre dans le monde biblique est une maladie qui manifeste extérieurement une faute au regard de Dieu : le lépreux est impur et est au ban de la société, et la guérison d'un lépreux est avant tout vue comme une purification, physique mais également spirituelle. Dans la continuité des panneaux précédents, pour le lecteur du Moyen Âge, cette lèpre apparaît logiquement comme la conséquence de la persécution qui vient d'être décrite : Constantin est lépreux parce qu'il persécute les chrétiens.                                                                             |

### Baptême de Constantin
|  | C1 - Préparation du bain de sang Les trois scènes suivantes se prêtent à être lues simultanément. Les prêtres des idoles lui conseillèrent alors de faire égorger, aux portes de la ville, trois mille enfants, et de se baigner dans leur sang tout chaud. Au centre de l'image, la cuve qui va recueillir le sang des enfants a la forme d'un calice, évoquant ici le lien entre le vin de l'eucharistie et le sang versé par le Christ. Le thème est ainsi clairement désigné comme celui d'un sacrifice humain, et pour le lecteur familier avec les Évangiles, évoque évidemment celui du massacre des Innocents. Deux soldats, l'épée dégainée, s'apprêtent à frapper. À droite, un groupe d'enfants s'avance, les mains liées derrière le dos. Un enfant est déjà dans la cuve, un autre est assis au pied de celle-ci, les jambes en tailleur et les bras croisés. Tous semblent étrangement calmes. À gauche, une tour médiévale montre que la scène se déroule en ville. Tous les membres du groupe regardent le personnage sur la gauche, qui rentre dans la ville par la porte ouverte (conventionnellement représentée sur fond rouge, que l'on voit autour de sa tête et à ses pieds). Il vient de transmettre l'ordre de préparer le bain de sang ; ou peut-être est-il déjà là pour transmettre l'ordre de suspendre l'exécution, si les trois panneaux sont lus simultanément. |
|  | C2 - Gémissements des mères Mais, en arrivant au lieu où tous les enfants étaient rassemblés, Constantin vit les mères de ces enfants qui accouraient au-devant de lui, les cheveux dénoués, et avec des gémissements à fendre l’âme. Un groupe de quatre femmes est représenté dans des positions de détresse : la première se tord les mains, la seconde se tient la tête, la troisième s'arrache les cheveux, et la quatrième semble prostrée, les bras croisés sur la poitrine. La ville est figurée à droite de la scène par une tour médiévale et une porte. Cette porte est ici fermée : elle est représentée en vert, et des ferrures y sont tracées en grisaille : la convention graphique montre que les femmes n'ont pas accès au lieu du sacrifice. Le décor ne dit pas clairement si elles sont enfermées chez elles, ou si elles sont à extérieur de la ville, mais par ailleurs l'histoire veut que Constantin les voit « du haut de son char » : il s'agit donc plus probablement de femmes de la campagne, à qui on a arraché leurs enfants. |
|  | C3 - Repentir de Constantin Alors, tout en larmes, il fit arrêter son char ; et, se tenant debout, il dit : « Écoutez-moi, comtes, chevaliers, et gens du peuple, qui m’entourez ! La dignité du peuple romain naît de la pitié qui a toujours présidé à nos mœurs ; et c’est cette pitié qui, jadis, a fait décréter la peine de mort contre quiconque tuerait un enfant, même à la guerre. Or quelle cruauté serait-ce, si nous faisions nous-mêmes à nos enfants ce que nous défendons que l’on fasse aux enfants de nos ennemis ? À quoi nous servirait d’avoir vaincu les barbares, si nous nous laissions vaincre, nous-mêmes, par la barbarie ? Donc, que la pitié triomphe, dans cette circonstance ! Mieux vaut pour moi mourir et conserver la vie à ces innocents que de recouvrer, par leur mort, une vie souillée de cruauté ! » L'inscription sous le trône indique « ##ST ATINUS: », et Constantin est graphiquement désigné par sa couronne et son sceptre. L'index levé montre qu'il est en train de prononcer sa décision, c'est le geste du jugement signifié par la main de justice. Devant lui assis sur le même banc, deux personnages attendent l'ordre, leur doigt tendu vers l'extérieur montrant qu'ils sont déjà prêts à partir. Contrairement au « mauvais roi » Hérode le Grand, qui n'a pas hésité à massacrer la population à des fins personnelles, le « bon empereur » Constantin montre ici des sentiments chrétiens avant la lettre. La noblesse des sentiments qu'il montre est à la hauteur de l'attitude des martyrs pendant la persécution qu'il a ordonnée : mieux vaut mourir que vivre dans le déshonneur. Le discours de Constantin est anormalement long, par rapport à la sobriété habituelle des récits de la Légende dorée. Ce discours est en effet important pour les points qu'il permet de démontrer pour l'Église romaine. - L'Église se présente au XIIIe siècle comme l'héritière de l'Empire romain, à travers la donation de Constantin, et l'autorité de Rome revendique cette dignité et cette pitié, dont elle veut trouver des traces jusque dans cet héritage. - La « règle d'or », au cœur de la vie morale chrétienne, est ici utilisée a fortiori, mais au niveau du pouvoir politique : ce que la dignité interdit de faire même à ses ennemis, comment pourrait-on l'imposer à son peuple? La légende de Constantin renforce ici l'idée que les principes évangéliques s'appliquent y compris au niveau de l'action politique, et donc, que le pouvoir spirituel de l'Église doit avoir la primauté sur le pouvoir temporel des princes. |
|  | C4 - Restitution des enfants et réparation Et il ordonna que les enfants fussent rendus à leurs mères, et reconduits chez eux avec des présents, de telle sorte que les mères, qui étaient venues en pleurant d’angoisse, revinrent dans leur maison en pleurant de joie. Deux femmes portent leur enfant dans les bras, celui de droite est emmailloté. Le personnage de gauche leur remet une poignée de pièces d'or ; dans sa main gauche, il en tient une réserve sous son manteau. Le discours prêté à Constantin s'articulait autour des deux premières étapes de la conversion personnelle du pécheur : la contrition, c'est-à-dire la douleur ressentie devant l'action moralement mauvaise, et la repentance, c'est-à-dire la décision explicite de réformer le comportement jugé fautif. La troisième étape de la conversion est une nécessaire réparation : le tort qui a été causé doit être réparé ou faire l'objet d'une compensation. L'image de Constantin « bon empereur » est ici encore utilisée pour montrer que les principes évangéliques doivent s'appliquer y compris dans l'action temporelle des princes : le devoir du prince est d'assurer le bien de son peuple, et la souveraineté temporelle n'exclut pas la responsabilité morale, réaffirmant une fois encore la primauté spirituelle de l'Église. |
|  | C5 - Rêve de Constantin Quant à l’empereur, il s’enferma dans son palais, résigné à mourir de son mal. Mais, la nuit suivante, saint Pierre et saint Paul lui apparurent, qui lui dirent : « Parce que tu t’es refusé à verser le sang innocent, notre Seigneur Jésus-Christ nous a envoyés à toi pour t’indiquer un moyen de recouvrer la santé ! Mande devant toi l’évêque Sylvestre qui se cache sur le mont Soracte : il te désignera une source où tu te plongeras trois fois, au bout desquelles tu seras guéri de ta lèpre. Mais toi, en échange, tu détruiras les temples des idoles, tu rouvriras les églises du Christ, et tu deviendras désormais son adorateur ! » L'inscription « #STANT INUS:S:PAULU(s) ». Saint Pierre portant ses clefs n'a pas besoin d'être présenté ; saint Paul est traditionnellement représenté chauve. Saint Pierre et Saint Paul sont les deux fondateurs de l'Église de Rome. Entre les deux, l'ouverture rouge de la porte montre que les deux saints viennent d'entrer depuis la réalité céleste. |
|  | C6 - Constantin fait chercher Sylvestre Aussitôt Constantin, s’éveillant, envoya une escorte à la recherche de Sylvestre. Et celui-ci, en voyant venir cette escorte, se crut appelé à la palme du martyre. Il se présenta donc courageusement, après s’être recommandé à Dieu, et avoir une dernière fois exhorté ses compagnons. Deux émissaires se présentent à cheval devant Sylvestre, revêtu de ses ornements et de ses attributs papaux. L'inscription précise « (sanc)tUS:SIL VESTER ». On reconnaît la même montagne que celle figurant dans la scène de l'exil, avec son curieux rocher bleu devant lequel figure une plante rouge. |
|  | C7 - Rencontre du Pape et de l'Empereur Et Constantin lui dit : « Merci d’être venu ! » et il lui raconta tout son rêve. Après quoi il lui demanda qui étaient les deux dieux qui lui étaient apparus ; et Sylvestre lui répondit que ce n’était point des dieux, mais des apôtres du Christ. Il se fit alors apporter le portrait des apôtres, et Constantin reconnut aussitôt saint Pierre et saint Paul. Sylvestre l’admit donc au rang de catéchumène, lui imposa un jeûne de sept jours, et lui enjoignit de faire ouvrir toutes les prisons. Sylvestre, avec sa tiare conique et sa croix hastée, se présente devant Constantin qui est couronné et vêtu de pourpre. L'inscription précise « COSTÃTI NU(s) ». Derrière Sylvestre, un clerc porte son livre. La « source » annoncée par Pierre et Paul, dans laquelle Constantin doit se plonger trois fois, est donc le baptême. Ce thème de la purification de la lèpre par ce qui était la préfiguration du baptême se retrouve dans la Bible : c'est celui de l'épisode d’Élisée qui guérit Naaman de la lèpre (2R 5:1-19) en lui ordonnant « Va te laver sept fois dans le Jourdain et tu seras complètement purifié. » |
|  | C8 - Baptême de Constantin Et quand Constantin fut descendu dans l’eau du baptême, une grande lumière l’environna, et il en sortit pur de toute lèpre, et dit qu’il avait vu le Christ dans les cieux. Et, pendant les sept jours qui suivirent son baptême, il promulgua des lois mémorables entre toutes. Seconde confrontation solennelle entre Constantin et Sylvestre. Le bandeau porte l'inscription « COSTANTINUs », et l'empereur porte toujours sa couronne. De son côté, Sylvestre est identifié par sa tiare conique et sa croix hastée que son assistant porte derrière lui, avec les fioles d'huile sainte dont l'empereur doit être oint. À droite, un assistant porte la robe blanche traditionnellement remise aux nouveaux baptisés, pour manifester que le baptême a effacé tous leurs péchés : « En effet, vous tous que le baptême a unis au Christ, vous avez revêtu le Christ » (Ga 3:27). Suivant l'iconographie de l'époque, la cuve baptismale est en forme de calice, évoquant le vin de l'eucharistie et donc le sang et la mort du Christ, prémisse de la résurrection : « nous tous qui avons été baptisés en Jésus-Christ, c'est en sa mort que nous avons été baptisés ; Nous avons donc été ensevelis avec lui par le baptême en sa mort, afin que, comme Christ est ressuscité des morts par la gloire du Père, de même nous aussi nous marchions en nouveauté de vie » (Rm 6:3-4). La scène est ici entièrement symbolique, destinée à illustrer l'articulation entre le pouvoir temporel et l'autorité spirituelle. Constantin ne s'est en réalité laissé baptiser que sur son lit de mort, deux ans après la mort de Sylvestre ; et l'édit de Milan, qui n'a fait que tolérer le christianisme parmi d'autres religions, a été promulgué avant la consécration de Sylvestre. |

### L'Empire chrétien
|  | D1 - Première pierre de la Basilique Le huitième jour, l’empereur se rendit à l’église de Saint-Pierre et se confessa à haute voix de ses fautes ; puis, prenant une bêche, il creusa, le premier, la terre, à l’endroit où allait s’élever la basilique nouvelle, et il emporta sur ses épaules douze hottes de terre, qu’il jeta hors de l’église. Constantin, portant toujours sa couronne, creuse le sol avec une fourche pour creuser les fondations de la basilique Saint-Pierre. Devant lui, Sylvestre est en grand habit pontificaux, muni de tous ses insignes. À droite, un arbre marque que la scène se passe à la campagne. Il s'agit ici de l'antique basilique vaticane, fondée sous Constantin et Sylvestre. Les douze hottes de terre sont une référence numérique aux douze apôtres, donc Constantin reprend ainsi symboliquement la charge sur ses épaules : Eusèbe de Césarée qualifiera Constantin de « treizième apôtre » (triskaidekatos apostolos). |
|  | D2 - Constantin et Sylvestre La scène ne correspond pas à un passage particulier des récits sur Sylvestre. Elle paraît surtout être symbolique : Constantin et Sylvestre, vêtus tous les deux de leurs insignes, discutent à parité dans un char qui ressemble à celui du triomphe romain. Le traitement graphique les montre à égalité, mais l'opposition des gestes est significative : Constantin ouvre la main dans un geste d'écoute interrogative, tandis que Sylvestre pointe le doigt vers le ciel, dans un geste affirmatif d'autorité. La scène affirme ainsi graphiquement que tout en mettant à parité le pouvoir temporel et le pouvoir spirituel, celui-ci conserve la supériorité morale sur celui-là. |
|  | D3 - Constantin arbitre la confrontation Lorsqu’elle apprit cette conversion, l’impératrice Hélène, mère de Constantin, qui se trouvait alors à Béthanie, écrivit à son fils pour le louer d’avoir renoncé au culte des idoles, mais aussi pour le blâmer vivement de ce que, au lieu de croire au Dieu des Juifs, il se fût mis à adorer comme dieu un homme crucifié. L’empereur lui répondit de ramener avec elle à Rome les principaux docteurs juifs, en ajoutant qu’il les placerait en face des docteurs chrétiens, afin que la discussion réciproque fît apparaître la vérité en matière de foi. L'image montre l'empereur Constantin en train d'assister à la première partie de la controverse, décrite dans le panneau suivant. La Légende dorée mentionne ici une disputatio entre Sylvestre et « douze fameux docteurs juifs », dont Sylvestre sort brillamment victorieux. Cet épisode sert dans la Légende dorée à illustrer la sûreté doctrinale de Sylvestre, mais ce point est peu spectaculaire : l'histoire du taureau mort et ressuscité est beaucoup plus propre à frapper l'imagination. |
|  | D4 - Le magicien tue le taureau d'un seul mot Finissons-en avec les paroles, et venons-en aux faits ! Insensés ceux qui adorent le crucifié, tandis que le nom du Dieu tout-puissant est si fort que nulle créature ne supporte de l’entendre ! Et, pour que je vous prouve la vérité de ce que je dis, faites-moi amener un taureau furieux : dès qu’il aura entendu ce nom sacré, il mourra sur-le-champ ! » Et Sylvestre lui dit : « Mais alors, toi-même, comment as-tu pu entendre ce nom sans mourir ? » Et Zambri répondit : « Il ne t’appartient pas de connaître ce mystère, à toi, l’ennemi des Juifs ! » Et l’on amena un taureau furieux, que cent hommes vigoureux avaient peine à traîner ; et aussitôt que Zambri eut prononcé un nom dans son oreille, on vit la bête mugir, renverser les yeux, et tomber morte. Sur quoi tous les Juifs d’acclamer violemment leur homme et d’insulter Sylvestre. Un assistant tient l'entrave des pattes arrière du taureau, et tenu au licol par un assistant sur la droite. Le mage Zambri se penche à l'oreille du taureau, qui déjà ferme les yeux et plie les pattes avant. La scène se déroule devant une porte ouverte, dont le fond est rouge : la signification n'en est pas claire, c'est peut-être la porte d'un enfer. |
|  | D5 - Sylvestre ressuscite le taureau Mais alors celui-ci : « Ce nom, que ce docteur a prononcé, dit-il, n’est pas le nom de Dieu, mais celui du pire des démons, car mon Dieu Jésus-Christ non seulement ne tue pas les vivants, mais fait revivre les morts. De pouvoir tuer et de ne pas pouvoir faire revivre, c’est le propre des lions, des serpents, et d’autres bêtes féroces. Si donc cet homme veut me prouver que ce n’est pas le nom d’un démon qu’il a prononcé, qu’il fasse revivre ce qu’il a tué ! Car Dieu a écrit : « Je tuerai et je ferai revivre ! » Et comme les juges invitaient Zambri à ressusciter le taureau, il dit : « Que Sylvestre le ressuscite, au nom de Jésus le Galiléen, et nous croirons tous en lui ! » Et tous les Juifs firent la même promesse. Alors Sylvestre, après une prière, s’approcha de l’oreille du taureau mort, et dit : « Ô nom de malédiction et de mort, sors de cette bête par ordre du Seigneur Jésus, au nom duquel je dis : « Taureau, lève-toi, et va aussitôt en paix rejoindre ton troupeau ! » Et aussitôt le taureau se leva et s’en alla en toute douceur. Le taureau paraît vigoureux, et lève la tête vers le Ciel, désignant Celui à qui il doit réellement la vie. Son collier est à présent vert, couleur de l'espérance et ici de la résurrection. La scène se déroule devant une porte ouverte, dont le fond est rouge, mais dont on voit à présent le seuil vert : le nom du Christ a vaincu la mort symbolisée par le rouge. |
|  | D6 - Arbitrage en faveur de la foi chrétienne Et alors l’impératrice, les Juifs, les juges, et tous les témoins du miracle, se convertirent à la foi chrétienne. La scène est l'exacte symétrique de celle qui lui fait vis-à-vis. La Légende dorée insère ici un autre miracle attribué à Sylvestre, celui d'avoir dompté un dragon tapis au fond d'une fosse où l'on descendait par deux cent cinquante marches. |
|  | D7 - Mort de Sylvestre Et enfin le bienheureux Sylvestre, sentant s’approcher la mort, donna à son clergé trois avertissements : ils les avertit de s’aimer entre eux, de gouverner leurs églises avec diligence, et de protéger leur troupeau de la morsure des loups. Et, cela fait, il s’endormit heureusement dans le Seigneur, en l’an de grâce 320. Sylvestre gît dans son tombeau, les bras croisés sur la poitrine. À droite, un assistant porte un seau d'eau bénite, et l'évêque officiant asperge le corps de Sylvestre. À sa gauche, un assistant tient ouvert le livre liturgique. |

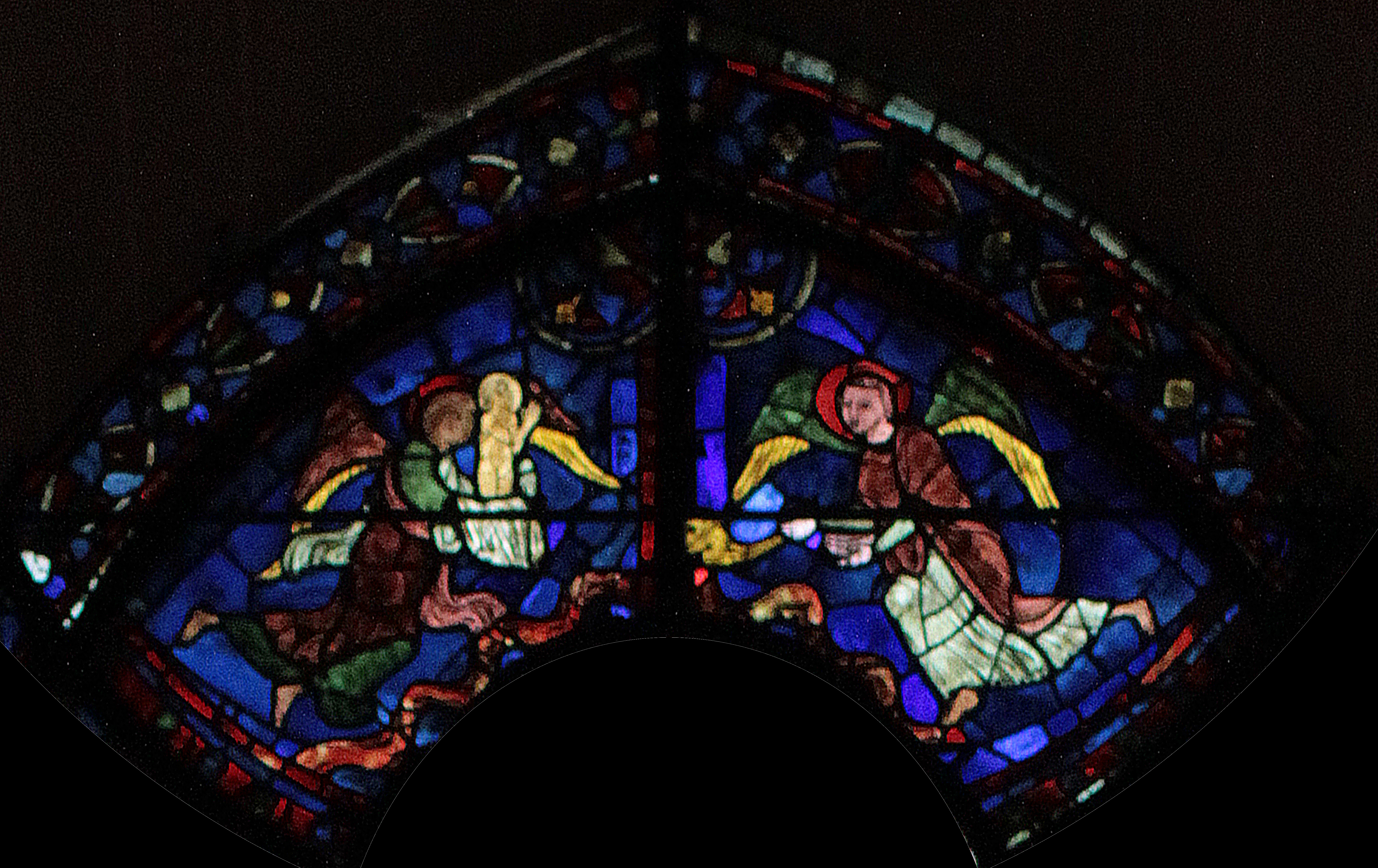
L'âme de Sylvestre est portée au Paradis.

À gauche, un ange porte l'âme de Sylvestre au Paradis. L'âme est traditionnellement représentée posée sur un linge en signe de respect : l'âme est portée avec un voile huméral, avec le respect que l'on doit aux choses saintes. Elle est traditionnellement représentée sous la forme d'un petit enfant, parce que la mort d'un saint est considérée comme sa « naissance au ciel » ; et cet enfant est asexué, parce que « ceux qui seront trouvés dignes d'avoir part au siècle à venir et à la résurrection des morts ne prendront ni femmes ni maris ;Car ils ne pourront plus mourir, parce qu'ils seront semblables aux anges » (Lc 20:35-36). De l'autre côté, un ange thuriféraire accompagne cette ascension, l’encensoir dans une main et la navette à encens de l'autre.

### Les sept édits de Constantin
|  |  |  |  |  |  |  |

La Légende dorée donne une vision extrêmement partiale des édits de Constantin :
Et, pendant les sept jours qui suivirent son baptême, il promulgua des lois mémorables entre toutes.
- Le premier jour, il décréta que le Christ serait adoré des Romains comme le vrai Dieu ;
- le second jour, que tout blasphème contre le Christ serait puni ;
- le troisième jour, que toute injure faite à un chrétien entraînerait la confiscation de la moitié des biens ;
- le quatrième jour, que, de même que l’empereur de Rome, l’évêque de Rome serait le premier de l’empire, et commanderait à tous les évêques ;
- le cinquième jour, que tout homme se réfugiant dans une église aurait l’immunité de sa personne ;
- le sixième jour, que nul ne pourrait construire une église dans une ville sans la permission de son supérieur ecclésiastique ;
- le septième jour, que la dixième partie des biens royaux serait affectée à l’édification des églises ;

le huitième jour, l’empereur se rendit à l’église de Saint-Pierre et se confessa à haute voix de ses fautes ; puis, prenant une bêche, il creusa, le premier, la terre, à l’endroit où allait s’élever la basilique nouvelle, et il emporta sur ses épaules douze hottes de terre, qu’il jeta hors de l’église.

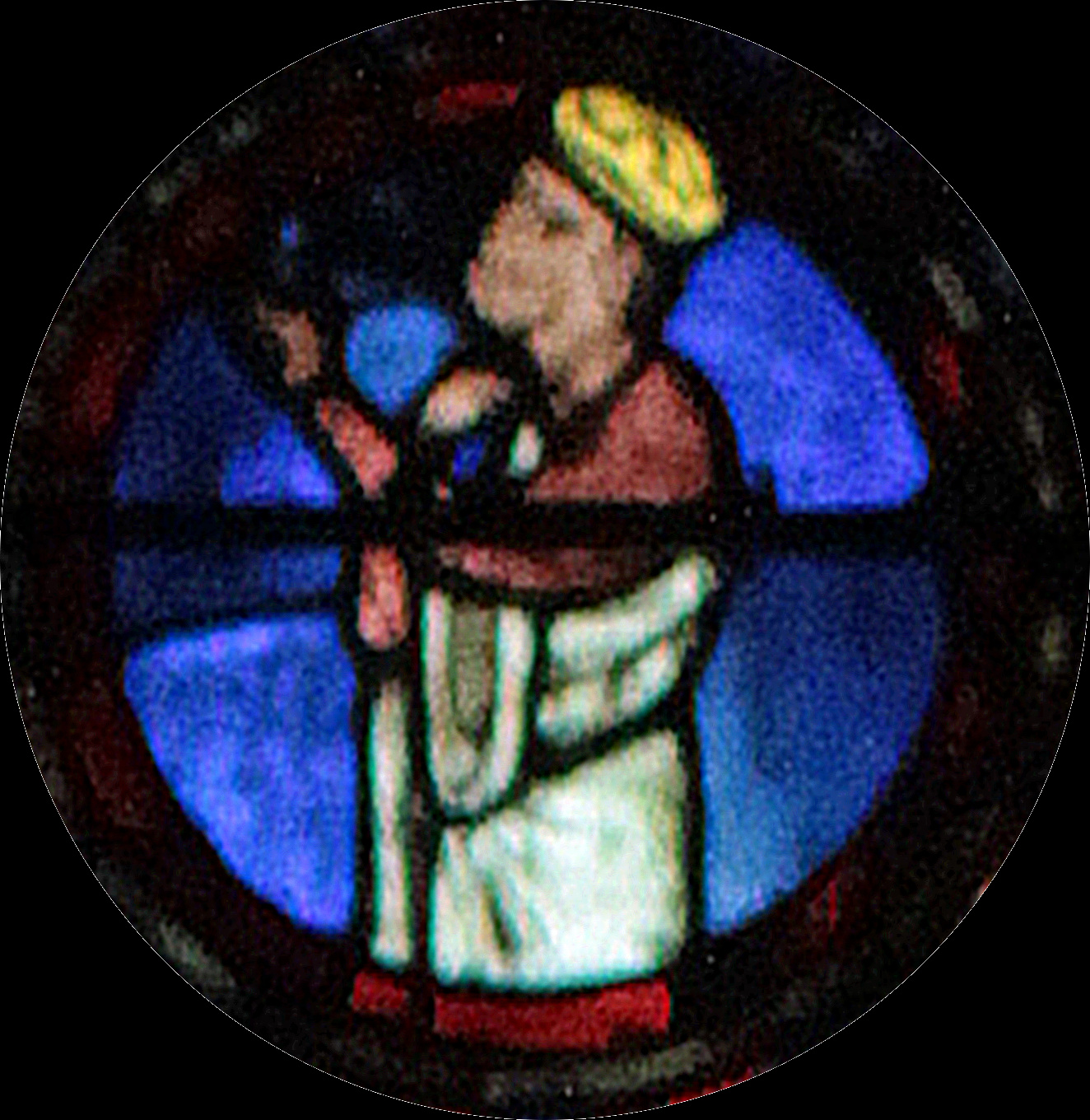

Ces sept décrets sont évoqués par sept médaillons de part et d'autre de l'histoire principale, dont les textes (qui reprennent le titre des supposées lois mémorables) sont relativement illisibles à présent. Dans le huitième médaillon, l'empereur est représenté en train de regarder la mort de Saint Sylvestre, évoquant la fin de la création du monde et le repos du Sabbat : « Dieu acheva au septième jour son œuvre, qu’il avait faite : et il se reposa au septième jour de toute son œuvre, qu’il avait faite »Gn 2,2-3
En réalité, l'édit de Milan n'a fait qu'admettre toutes les religions dans l'Empire romain, sans en privilégier une en particulier. Ces « lois mémorables » que la légende veut faire remonter à l'autorité de Constantin sont en réalité celles que l'Église romaine a progressivement imposé dans la société occidentale.

## Les donateurs
Les maçons et tailleurs de pierre, donateurs, sont représentés au registre inférieur.
|  |  |  |

À gauche, deux manœuvres transportent un bloc de pierre sur un brancard. D'après l'iconographie représentant les chantiers de l'époque, la brouette serait apparue dans la seconde moitié du XIIIe siècle, une cinquantaine d'années après la construction de la cathédrale et la réalisation de ce vitrail.
Au centre, un maçon est en train d'édifier la cathédrale, dont on reconnaît les fenêtres à lancettes, et un aide lui apporte des pierres. À gauche, un tailleur de pierre taille un bloc aux dimensions requises, tandis qu'à droite un sculpteur travaille sur une statue, futur élément de colonnade.
À droite, les outils des tailleurs de pierre sont présentés au milieu de pierres sculptées. Autour d'une tête de chapiteau blanche et d'une pierre taillée jaune au centre, on reconnaît (à partir du haut et dans le sens des aiguilles d'une montre) une équerre, une colonne sculptée, un bloc carré, un marteau et une équerre, un gabarit, un bloc sculpté, une truelle, un pied de colonne, et un biveau servant à tracer des cercles.